# Amherst Island
Amherst Island ist eine zu Kanada gehörende Insel im Norden des Ontariosees. Sie liegt südlich von Kingston. 
Sie hat eine Fläche von 70 km². Ihre Länge beträgt 16,5 km, ihre maximale Breite 7 km.
Die Insel gehört zur Township von Loyalist im Lennox and Addington County in Ontario. 
Die beiden Hauptorte von Amherst Island sind Stella und Emerald. 
Amherst Island ist nur auf dem Luft- oder Wasserweg erreichbar.
Eine Fährverbindung verbindet Stella mit dem in Festland-Ontario gelegenen Millhaven. 
Die Fähre M/V Frontenac II fährt an 365 Tagen im Jahr und benötigt 15 Minuten für die Überfahrt.
Die Inselbevölkerung beträgt etwa 450 Menschen. Sie verdoppelt sich in den Sommermonaten.
Auf der Insel leben ungefähr 500 Weißwedelhirsche. 
Im Winter besuchen regelmäßig Schneeeulen die Insel.
Im Sommer findet man hier Waldohreulen und Virginia-Uhus. 
Amherst Island wurde von den Franzosen „Isle Tonti“ genannt, nach Henri de Tonti, der Robert Cavelier de La Salle während dessen Expeditionen begleitete. 
Die Insel wurde später von United Empire Loyalists besiedelt, welche sie 1792 in "Amherst Island" umbenannten, zu Ehren von Jeffrey Amherst, 1. Baron Amherst, Kommandeur der britischen Truppen in Nordamerika.
Auf Amherst Island wird Landwirtschaft betrieben, insbesondere Schafzucht.
Das Klima der Insel weist gemäßigt warme Sommer und kalte Winter auf.